# Sphaerichthys osphromenoides
Sphaerichthys osphromenoides és una espècie de gurami petit. Aquests peixos són originaris de la península de Malaca, Sumatra i Borneo.
S. osphromenoides pot arribar a mesurar una longitud de 6 cm. Aquests peixos tenen un color base xocolata amb bandes verticals d'or pel seu cos. En l'aquari són un peixos populars en l'aquariofília, però són una espècie difícil de mantenir en un aquari. Sense condicions òptimes d'aigua, aquests peixos són susceptibles a les infeccions bacterianes i als paràsits de la pell.
S. osphromenoideses mantenen millor en aquaris específics per a la seva espècie, ben plantats amb una filtració suau. Requereixen aigua tova, àcida i sobretot prefereixen una temperatura superior a la majoria de peixos. La temperatura s'ha de mantenir a 25-27 °C (77-81 °F). En general són menjadors primmirats, preferint menjar aliment viu o congelat al menjar típic per peixos liofilitzat.